# Faculteitssysteem
Het faculteitssysteem of faculteitsstelsel is een bijzonder talstelsel. Het is een positiestelsel, maar niet op de gebruikelijke wijze. In het faculteitssysteem vertegenwoordigt een positie niet een macht van een grondtal, maar de faculteit van de positie. Met oplopende positie kunnen dus steeds meer "cijfers" gebruikt worden. De bijdrage van het cijfer c op positie {\displaystyle k} is dus {\displaystyle c\cdot k!}. Om eenduidigheid te garanderen, mag op positie {\displaystyle k} maximaal het "cijfer" {\displaystyle k} gebruikt worden.
Het getal dcba in dit stelsel is dus het getal:
{\displaystyle d\cdot 4!+c\cdot 3!+b\cdot 2!+a\cdot 1!},
waarin {\displaystyle d} maximaal 4, {\displaystyle c} maximaal 3, {\displaystyle b} maximaal 2 en {\displaystyle a} 0 of 1 kan zijn.

## Definitie
In het faculteitssysteem wordt een getal voorgesteld door een rij "cijfers" {\displaystyle c_{n}c_{n-1}\ldots c_{2}c_{1}}, met {\displaystyle 0\leq c_{k}\leq k}, en de betekenis:
{\displaystyle c_{n}c_{n-1}\ldots c_{2}c_{1}=\sum _{k=1}^{n}c_{k}k!}

### Voorbeeld
Het getal 2210! = 2·4! + 2·3! + 1·2! +0·1! = 62 (decimaal).

## Eenduidigheid
Het faculteitssysteem is eenduidig, elk getal kan maar op één manier in het faculteitssysteem worden geschreven. Dit berust op de volgende betrekking:
{\displaystyle \sum _{k=1}^{n}{k\cdot k!}=(n+1)!-1}
Het bewijs volgt direct via volledige inductie, want
{\displaystyle \sum _{k=1}^{1}{k\cdot k!}=1\cdot 1!=(1+1)!-1}
en
{\displaystyle \sum _{k=0}^{n}{k\cdot k!}+(n+1)(n+1)!=(n+1)!-1+(n+1)(n+1)!=(n+2)!-1}